# Ben Handlogten
Benjamin Louis "Ben" Handlogten (Grand Rapids, Míchigan; 16 de noviembre de 1973) es un exjugador de baloncesto estadounidense jugó dos temporadas en la NBA, además de hacerlo en diferentes ligas europeas y asiáticas. Con 2,08 metros de estatura, jugaba en la posición de pívot.

## Trayectoria deportiva

### Universidad
Jugó durante cuatro temporadas con los Broncos de la Universidad de Míchigan Occidental, en las que promedió 8,8 puntos y 6,2 rebotes por partido. Fue incluido en el segundo mejor quinteto de la Mid-American Conference en su última temporada.

### Profesional
Tras no ser elegido en el Draft de la NBA de 1996, probó suerte con los Detroit Pistons, pero finalmente fue despedido antes del comienzo de la competición. Fichó entonces por el equipo de la CBA de su ciudad natal, los Grand Rapids Hoops, y al año siguiente se marchó a jugar a la liga turca, al Oyak Renault, donde jugó una temporada en la que promedió 17,0 puntos y 9,5 rebotes por partido, siendo el cuarto mejor reboteador de la liga.
Tras un breve paso por la liga japonesa, regresa a Turquía en 1999 para jugar con el Galatasaray, con los que disputó una temporada en la que promedió 19,4 puntos y 9,5 rebotes por partido, cuarto en la liga en ambas clasificaciones, y segundo jugador con mejor ranking de eficiencia del campeonato. al año siguiente fichó por el Ülkerspor, donde promedió 17,4 puntos y 8,7 rebotes por partido, proclamándose campeón de liga tras derrotar en la final al Efes Pilsen.
En 2001 fichó por el Virtus Roma de la liga italiana, con los que jugó una temporada, en la que promedió 12,7 puntos y 8,4 rebotes por partido. Tras jugar un año en el Makedonikos B.C. de la A2 Ethniki, la segunda liga griega, en la que promedió 16,8 puntos y 12,8 rebotes por partido, el mejor de la liga en este aspecto, por fin en 2003 fichó como agente libre por los Utah Jazz de la NBA, Allí jugó 17 partidos como tercer pívot, tras Greg Ostertag y Jarron Collins, promediando 4,0 puntos y 3,2 rebotes, hasta que en el mes de diciembre, una lesión en el ligamento cruzado anterior de la rodilla izquierda le apartó del equipo el resto de la temporada.
Fue traspasado al finalizar la temporada junto a Keon Clark a Phoenix Suns a cambio de Tom Gugliotta, pero fue despedido antes del comienzo de la competición. Regresó a los Jazz al año siguiente, con la temporada ya avanzada, firmando por 10 días y renovando finalmente hasta el final de la liga. En ese periodo jugó 21 partidos, en los que promedió 4,5 puntos y 3,1 rebotes.
En 2005 ficha por el Ulsan Mobis Phoebus de la liga de Corea del Sur, y al año siguiente por el Fútbol Club Barcelona de la liga ACB, pero abandonó el equipo sin llegar a debutar por motivos familiares.

## Estadísticas de su carrera en la NBA

### Temporada regular
| Temporada | Edad | Equipo    | Liga | Pos. | P  | TIT | MIN  | TC  | TCA | %TC  | 3P  | 3PA | %3P  | TL  | TLA | %TL  | R.OF. | R.DEF. | REB | ASIS | ROB | TAP | PER | FP  | PTS |
| 2003-04   | 30   | Utah Jazz | NBA  | C    | 17 | 0   | 10.1 | 1.5 | 2.8 | .532 | 0.0 | 0.0 |      | 1.1 | 1.6 | .667 | 1.3   | 1.9    | 3.2 | 0.4  | 0.2 | 0.2 | 0.6 | 1.9 | 4.0 |
| 2004-05   | 31   | Utah Jazz | NBA  | C    | 21 | 5   | 14.1 | 2.0 | 4.0 | .518 | 0.0 | 0.0 | .000 | 0.4 | 0.8 | .529 | 1.1   | 2.0    | 3.1 | 0.6  | 0.3 | 0.2 | 0.9 | 2.6 | 4.5 |
| Total     |      |           | NBA  |      | 38 | 5   | 12.3 | 1.8 | 3.4 | .523 | 0.0 | 0.0 | .000 | 0.7 | 1.2 | .614 | 1.2   | 2.0    | 3.2 | 0.5  | 0.3 | 0.2 | 0.7 | 2.3 | 4.3 |